# Västra skogen (metropolitana di Stoccolma)
Västra skogen (in italiano "foresta dell'ovest") è una stazione della metropolitana di Stoccolma situata nei pressi di Huvudsta, nella municipalità di Solna.
Ufficialmente aperta il 31 agosto 1975 e posizionata sulla linea blu, quest'area era inizialmente chiamata Ingentingskogen (tradotto "foresta del nulla"); proprio il nome Ingenting fu proposto per la denominazione della stazione, salvo poi essere scartato.
Västra skogen rappresenta l'ultima stazione prima della divisione della tratta: andando da qui verso nord-ovest, il tracciato si divide infatti in due rami ognuno con il proprio capolinea (Hjulsta o Akalla). Västra skogen è posizionata tra la fermata di Stadshagen e quelle di Huvudsta o Solna centrum, a seconda del capolinea di destinazione.
Al suo interno sono presenti le scale mobili più lunghe di tutta la rete cittadina, per un totale di 66 metri; la loro velocità è pari a 0,75 metri al secondo e per percorrerle interamente si impiega un minuto e mezzo circa. Gli architetti incaricati per la progettazione sono stati Michael Granit e Per H. Reimers, mentre i contributi artistici sono opera di Sivert Lindblom.
Durante un normale giorno lavorativo, viene utilizzata da circa 7.600 persone.

## Tempi di percorrenza
| Linea   | Capolinea       | Tempo  | Stazione                          | Tempo             |
| ------- | --------------- | ------ | --------------------------------- | ----------------- |
| T10     | Hjulsta         | 14 min | Fridhemsplan Rådhuset T-Centralen | 3 min 4 min 6 min |
| T11     | Akalla          | 14 min | Fridhemsplan Rådhuset T-Centralen | 3 min 4 min 6 min |
| T10/T11 | Kungsträdgården | 8 min  | Fridhemsplan Rådhuset T-Centralen | 3 min 4 min 6 min |